# Stigmella pyrivora
Stigmella pyrivora is een vlinder uit de familie dwergmineermotten (Nepticulidae). De wetenschappelijke naam is voor het eerst geldig gepubliceerd in 1981 door Gustafsson.
De soort komt voor in Europa.